# Nikotinamid adenin dinukleotid
Nikotinamid adenin dinukleotid (+) je koenzim prisutan u svim živim ćelijama. Jedinjenje je dinukleotid, jer se sastoji od dva nukleotida spojena putem fosfatnih grupa. Jedan nukleotid sadrži adeninsku bazu, a drugi nikotinamid.
U metabolizmu, + učestvuje u oredoks reakcijama, prenoseći elektrone se jedne reakcije do druge. Koenzim je, stoga nađen u dva oblika u ćelijama: NAD+ kao oksidujući agens – on prima elektrone sa drugih molekula i postaje redukovan. Ta reakcija formira NADH, koji se zatim može koristiti kao redukujući agens (doniranje elektrona). Reakcije elektronskog transfera su glavna NAD+ funkcija. Međutim, on se takođe koristi u drugim ćelijskim procesima, najznačajniji od kojih su oni u kojima je on supstrat enzima koji dodaju ili uklanjaju hemijske grupe sa proteina, u posttranslacionim modifikacijama. Zbog značaja tih funkcija, enzimi koji uzimaju udela u NAD+ metabolizmu su meta u otkrivanju lekova.
U organizmu, NAD+ može biti sintetisan iz jednostavnih gradivnih blokova iz aminokiseline triptofan ili aspartinske kiseline. Alternativno, kompleksnije komponente koenzima se uzimaju iz hrane kao vitamin pod nazivom niacin. Slična jedinjenja nastaju u reakcijama kojima se razlaže NAD+ struktura. Te preformirane komponente zatim prolaze kroz selvidž put koji ih recirkuliše u aktivnu formu. Deo NAD+ sadržaja se takođe konvertuje u nikotinamid adenin dinukleotid fosfat (NADP+); hemija tog srodnog koenzima je slična sa NAD+-om, ali podleže različitim pravilima u metabolizmu.

## Fizičke i hemijske osobine
Nikotinamid adenin dinukleotid, poput svih dinukleotida, se sastoji od dva nukleotida vezana parom premoštenih fosfatnih grupa. Nukleotidi se sastoje od riboznih prstenova, jedan sa adeninom vezanim za privi atom ugljenika (1' pozicija), a drugi sa nikotinamidom u toj poziciji. Nikotinamidna grupa može biti vezana u dve orijentacije za taj anomerni ugljenik. Zbog te dve moguće strukture, jedinjenje postoji kao dva diastereomera. β-nikotinamidni NAD+ diastereomer je nađen u organizmima. Ti nukleotidi su međusobno spojeni mostom između dve fosfatne grupe preko 5' ugljenika.
U metabolizmu, jedinjenje prima ili donira elektrone u redoks reakcijama. Takve reakcije (sažete u donjoj formuli) obuhvataju uklanjanje dva atoma vodonika sa reaktanta (R), u obliku hidridnog jona (H−), i protona (H+). Proton se oslobađa u rastvor, dok se reduktant RH2 oksiduje i NAD+ se redukuje u NADH transferom hidrida do nikotinamidnog prstena.
Sa hidridnog elektronskog para, jedan elektron se prenosi do pozitivno naelektrisanog azota u nikotinamidnom prstenu, a drugi atom vodonika se presi do C4 ugljenika nasuprot tog azota. Potencijal  redoks para je −0.32 volti, što čini NADH jakim redukujućim agensom. Reakcija je lako reverzibilna, pri čemu NADH redukuje drugi molekul i re-oksiduje se do . To znači da koenzim može kontinuirano da cirkuliše između  i NADH oblika bez gubitka.

## Literatura
Funkcija
- Nelson DL; Cox MM (2004). Lehninger Principles of Biochemistry (4th изд.). W. H. Freeman.  0-7167-4339-6.
- Bugg, T (2004). Introduction to Enzyme and Coenzyme Chemistry (2nd изд.). Blackwell Publishing Limited.  1-4051-1452-5.

Istorija
- Cornish-Bowden, Athel (1997). New Beer in an Old Bottle. Eduard Buchner and the Growth of Biochemical Knowledge. Valencia: Universitat de Valencia.  84-370-3328-4. Архивирано из оригинала 13. 12. 2010. г. Приступљено 18. 08. 2011., A history of early enzymology.
- Williams, Henry Smith (1904). Modern Development of the Chemical and Biological Sciences. A History of Science: in Five Volumes. IV. New York: Harper and Brothers. Архивирано из оригинала 09. 05. 2012. г. Приступљено 18. 08. 2011., A textbook from the 19th century.

## Spoljašnje veze
- Animacija
- β-Nikotinamid adenin dinukleotid (+, oksidovan) Архивирано на веб-сајту  (19. октобар 2013)
- (redukovan) Архивирано на веб-сајту  (19. октобар 2013)
- Lista oksidoreduktaza Архивирано на веб-сајту  (30. новембар 2010)